# Castillo de San Juan de los Terreros
El castillo de San Juan de los Terreros es una fortificación situada en la localidad de San Juan de los Terreros, en el término municipal de Pulpí, provincia de Almería, España.

## Descripción
El castillo de San Juan de los Terreros es una construcción realizada durante la segunda mitad del siglo XVIII, dentro del sistema defensivo costero que pone en marcha Carlos III. El diseño inicial de Thomas de Warluzel d'Hostel fue posteriormente modificado, mejorado y finalizado en 1764 por Antonio Duce Oliveros. 
La fortaleza responde a un prototipo creado por ingenieros militares, que se irá adaptando según las necesidades y lugares donde se construya, pero que irá manteniendo los elementos comunes: planta en forma de hornabeque, muros en talud, bocel exterior, baluartes semicirculares, pocos vanos y sillares. 
Por razones estratégicas, se construye sobre la cima de una colina, por lo que la visibilidad del edificio es muy amplia, siendo una construcción exenta en un entorno de una gran belleza paisajística, lo que aconseja delimitar para el monumento un entorno de protección.

## Protección
El castillo de San Juan de los Terreros resultó afectado por el Decreto de 22 de abril de 1949, sobre Protección de los Castillos Españoles ("Boletín Oficial del Estado" número 125, de 5 de mayo), pasando a ser considerado Bien de Interés Cultural con la categoría de monumento, en virtud de la disposición adicional segunda de la vigente Ley del Patrimonio Histórico Español.
El entorno afectado por la declaración comprende las parcelas, inmuebles, elementos y espacios públicos y privados comprendidos dentro de la línea de delimitación que figura en el plano publicado en el BOE.
Se inicia en cualquier punto de la curva de nivel 30, del cerro en el que se emplaza el castillo, continúa por la línea de la referida curva de nivel, en cualquiera de los sentidos, y tras recorrer todo perímetro de la misma, concluye en el mismo punto donde inició su recorrido.

## Fuente
- DECRETO 231/2002, de 10 de septiembre, por el que se delimita el entorno de protección del bien de interés cultural del castillo de San Juan de los Terreros, en Pulpí (Almería).

- Este artículo incluye contenido derivado de una disposición relativa al proceso de protección, incoación o declaración de un bien cultural o natural publicada en el BOE n.º 266 el 6 de noviembre de 2002 (texto), el cual está libre de restricciones conocidas en virtud del derecho de autor de conformidad con lo dispuesto en el artículo 13 de la Ley de Propiedad Intelectual española.

- Datos: Q2878508
- Multimedia: Castle of San Juan de los Terreros / Q2878508